# 六条有継
六条有継（ろくじょう ありつぐ、永享5年（1433年） - 永正9年（1512年））は、室町時代中期の公卿。

## 官歴
- 享徳元年（1452年）：従四位下
- 康正2年（1456年）：従四位上、右中将、加賀介
- 康正3年（1457年）：美作介、正四位下
- 長禄3年（1459年）：参議
- 寛正元年（1460年）：播磨権守
- 寛正2年（1461年）：従三位
- 寛正6年（1465年）：阿波権守
- 応仁元年（1467年）：正三位
- 文亀2年（1502年）：従二位
- 永正3年（1506年）：正二位
- 永正7年（1510年）：権中納言

## 系譜
- 父：六条有定
- 養子：六条有広（冷泉為純の子）